# رادوفتسي
رادوفتسي (بالبلغارية: Радовци)‏ قرية تقع إدارياً ضمن بلدية دريانوفو ‏ في بلغاريا. ويبلغ عدد سكانها 130 نسمة حسب تعداد 15 مارس 2015. تعتمد رادوفتسي للبريد على الرمز البريدي 5380.